# 探偵物語
『探偵物語』（たんていものがたり）は、1979年9月18日から1980年4月1日まで日本テレビ系列で全27話が放送されたテレビドラマ。主演は松田優作。
原案を務めた小鷹信光が小説版を執筆しているが、これらは原作として書かれたものではなく、ドラマの企画から派生したものである。小鷹が原作者ではなく「原案」とクレジットされているのはそのためである。
なお、同一タイトルの映像作品として、同じく松田優作が探偵役で出演した1983年の映画『探偵物語』があるが、同作は赤川次郎の同名小説を原作として角川春樹事務所（旧）が製作した別作品であり、本作との関連はない。

## 概要
私立探偵の工藤俊作が、街の仲間達の協力を得たり、彼を邪魔者扱いする刑事たちを手玉に取りつつ、様々な事件を捜査していく様を描いたドラマである。主演は日本テレビ火曜夜9時枠には『大都会 PARTII』（石原プロモーション製作）以来のレギュラー出演となる松田優作が務めた。
当時、松田が所属していた夢屋事務所の代表・笹岡幸三郎が、東映芸能ビデオに籍を置いていた黒澤満からテレビ製作の誘いを受けたことが企画の発端となる。企画の具体化に伴い、プロデューサー山口剛の早稲田大学在学時代からの友人でハードボイルド評論家・翻訳家である小鷹信光を招いてハードボイルド講習会を主催するなど、企画段階では小鷹自身のハードボイルド論に基づいて本格的な主人公の設定が提案された。しかし、実際の映像ではアドリブが頻発するなど、本気と冗談が入り混じった独特の世界観が築かれた。第12話「誘拐」では工藤俊作がアドリブでカメラに向かって「日本のハードボイルドの夜明けはいつ来るんでしょうかね、小鷹信光さん」と問いかける一幕もあった。
こうした口数が多くコミカルな演技は、サム・スペードやフィリップ・マーロウに代表されるシリアスでニヒルなハードボイルドのヒーロー像とは相当に毛色が異なっており、むしろリチャード・S・プラザーが生み出した海兵隊上がりの私立探偵、シェル・スコットやヘンリー・ケインが生み出したプレイボーイ探偵、ピーター・チェンバーズなど、いわゆる「通俗ハードボイルド」に登場する私立探偵に近い人物造形となっている。
また松田が担当した予告編ナレーションは独特の口調で語られたものだが、これもピーター・チェンバーズのシリーズを多く手がけた中田耕治の訳文を彷彿とさせるものがあった。しかし、松田のナレーションは回を重ねるごとにエスカレートし、後半はあらすじがまともに紹介されず、撮影現場の裏事情、愚痴、共演者の悪口、松田自身の近況報告に終始するなど、楽屋ネタが連発された。楽屋ネタは予告編だけでなく、ドラマ劇中でも第17話での「お前ら、来週から来なくていい。プロデューサーさんにそう伝えとくわ」、第25話での「あと2回だと思うとファ〜ッとやる気が落ちるんだよ」など頻発した。ただし、最終回は一転してシリアス色が極めて強いストーリーが展開され、予告も松田、成田、山西、監督の小池要之助の4人を被写体にした挨拶という内容であった。
局側は前述の『大都会』で定着したハードアクション路線の継承を要求していたが、最終的には松田の演技志向が優先される結果となった。一方で第3話ではカーチェイスシーンが挿入されており、同シーンにて工藤が「おいおい、まるで『大都会 PARTIII』じゃないか」と前番組の余韻を皮肉るアドリブを披露していた。この第3話は最初に撮影され、当初は第1話として放送される予定であったが、後発の村川透監督の作品が「こちらの方が今の時代に合う」というプロデューサー全員の一致した意見で放送順が変えられた経緯がある。
製作主体は東映傘下の東映芸能ビデオだが、プロダクション業務は東映東京撮影所ではなく調布市のにっかつ撮影所内で行われていた。演出陣も『大都会』と同じくニューアクション勢を中心とした日活出身者でほぼ占められ、他に東宝の西村潔と助監督昇進者が加わったのみで、東映出身者がゼロという点も異例である。一方で文芸面では、それまで火曜夜9時枠を支えたシナリオライター陣の多くがテレビ朝日系列の『西部警察』へ抱え込まれたことから、本作がデビューとなる丸山昇一を中心に、田中陽造、桂千穂、白坂依志夫、内田栄一など、ベテランや若手を問わず多彩なライター陣が新たに迎えられた。唯一、柏原寛司のみが『西部警察』と本作を同時並行で執筆している。
放送開始当初の視聴率は20%の大台に乗る好調なスタートを切っていたが、中盤以降は10%台前半にまで大きく数字を落とし、当時アクション路線を強調していた火曜夜9時枠の作品としては異色作扱いされ、一時はマイナーな作品として見られていた。しかし、松田の死後に追悼企画として再放送されたのを機に新規のファンが増加し、現在では松田の入門的かつ代表的作品として各方面に強い影響を与えている。

## 登場人物
工藤 俊作 - 松田優作
東京に工藤探偵事務所を構える私立探偵。ユーモアと自由を愛する男。
横浜で育ち、サンフランシスコ市警察に刑事として勤務していた過去を持つ。とある事件で仲間を殺害された悲しみから仲間を作ることを恐れるようになり、日本に戻る。
黒いスーツ（白や茶のストライプスーツを着ることもある）と派手なカラーシャツを着こなし（ベルトは使わずサスペンダーを着用）、ソフト帽とサングラスを愛用。冬季はスーツの上からダウンジャケットを着込む（第23話、第24話のみテーラードコートを着用）。移動手段はベスパP150X。タバコの銘柄はキャメルを好み、カルティエ製のライターの火力は常に最大。聞き込みの際には情報提供者にマイク付きテープレコーダーのマイクを傾ける。風俗店の常連客でトルコ風呂（ソープランド）に好んで通っている。万年金欠気味だが、依頼人から金を渡されても心情的に納得できない場合は受け取らないこともある。
死者には手を合わせず、脱帽してキリスト教式の十字を切って弔意を示す。
乙女座生まれの潔癖症（第12話）、血液型はAB型（第11話）で、下半身が無毛症（第13話）。
「コーヒーに砂糖とミルクは入れない主義」「午前中と日曜日は仕事をしない主義」「職業蔑視はしない主義」「手相は見ない主義」「相手にかかわらず約束は守る主義」「家庭のトラブルは扱わない」など、多くの主義を持つ。
愛飲している飲み物はシェリー酒（主にティオペペ）と酪農牛乳。また、コーヒーのブレンドにこだわりを持ち、ブルーマウンテン、キリマンジャロ、モカをブレンド（最終話でのマスター（演：柄本明）の台詞より）。月に1回、独りで豪勢なディナーを食べるのがささやかな楽しみ。
就寝時はピンクのパジャマにアイマスクを愛用。
船酔いに弱く、乗っているだけでも嘔吐感を催し昏倒する。
イレギュラーな場面に遭遇し警察に嫌疑をかけられ新聞沙汰になる事も多々あるが前科はない（ただし、度々拳銃を不法に入手して発砲しており、服部がわざと見逃した事も）。
施錠されているドアをやすやすと外し、手錠をかけられても素手で外すことができる。
最終話にて殺された仲間たちの復讐を果たした後、終盤で男に刺されるが、その後の生死は不明。
事務所の所在地は、第2話で本人が「渋谷」と発言しているが、名刺には「東京都千代田区平河３－２７」と印刷されている。
ナンシー - ナンシー・チェニー
工藤探偵事務所と同じビルに住むファッションモデルの卵。頻繁に事務所を訪ね、居留守を決め込むつもりが勝手に事務所の電話に出るなど工藤の世話をやきたがる。
かほり - 竹田かほり
ナンシーと同居している女優の卵。ナンシー同様、工藤の事務所を自分の部屋同然に思っているらしく、二人そろって下着同然の姿で徘徊しては松本をドギマギさせていた。第25話では出番の少ない工藤の探偵代理として、松本とともに活躍を見せる。
相木 マサ子 - 倍賞美津子
敏腕の女弁護士。愛称「ボインちゃん」。才色兼備で活動的な女性だが、金にうるさい。愛車はマツダ・コスモAP。初登場の第3話で大型トラックとヘリコプターとのカーチェイスの末に横転、爆破させられてしまうが、第7話で全く同じ車 に乗っている。単独でドヤ街の犯行現場に赴いたり、犯罪者と知りながら直接行動を共にするなど大胆な面も持つ。第3話、7話、13話、14話に登場。
服部刑事 - 成田三樹夫
「工藤ちゃん！」が口癖で、事あるごとに工藤に付きまとっては因縁をつける刑事。常に横柄に振る舞っているが女性に対しては甘い。工藤からは煙たがられているが、彼の違法行為を目こぼしするなど協力的な面もあり、特に後半は工藤の理解者としての側面も強調されるようになる。何度も工藤の上前をピンハネしたり、恐喝まがいで袖の下を受け取ったりと金に汚い悪徳警官ぶりが災いして、第25話で窮地に陥る。松本と同じく事件に対する洞察力および推理力が極めて乏しく、安易に工藤を誤認逮捕する事もしばしばあり腐れ縁のようになっているが、最終回では逆にこの無能ぶりが工藤を救う結果となる。極度の肩こりで、よく金槌で肩を叩いている。
松本刑事 - 山西道広
服部の部下。刑事としてのキャリアは5年少々（第17話）。工藤のことを「乞食野郎」などと目の敵にしており、何かと口実をつけて逮捕しようとする。しかし、終盤になると工藤の腕前を認めているかのような行動を見せるようになり、第25話で服部が罠に落ちた際には真っ先に工藤を頼ってきた。女性に関してはウブな一面があり、相木の色仕掛けにより学生時代の初体験を白状した上、捜査情報を吐かされたこともある。第20話では泥酔して破廉恥行為に及んだ弱みを工藤に握られ、頭が上がらなくなってしまう。服部の汚職行為を咎めもせず、おこぼれも頂戴しているなどダーティーな一面もあるが、刑事という自分の職業には情熱と誇りをもっており、それゆえ社会的弱者を蔑視する傾向がある。
ダンディー - 重松収
工藤の昔からの腐れ縁。ビリヤードを嗜み、イタリアンマフィアの様なファッションで決めているが、4歳になる娘がいる。工藤以外には子持ちであることを秘密にしており、工藤にそのことを弄られると「カンベンしてよ」と狼狽する。工藤からの要請で盗聴の委託も引き受けたり、闇の世界の情報を提供する。最終話の終盤、工藤と最後に言葉を交わした人物。
イイヅカ - 清水宏
表向きは骨董屋だが、裏では工藤に拳銃を渡しているブローカーでもある。映画マニアで、視聴した作品の批評を工藤相手に展開することが多い。その反面、自分がチェックしていない作品について工藤から突っ込まれると、著しくヘコむ。酒を飲むと泣き上戸になる。最終回では、工藤からの依頼でタケシ（古尾谷雅人） の身を匿ったことから、事件に巻き込まれ落命する。
イレズミ者（初代） - 野瀬哲男
工藤を「兄貴」と呼んで慕うチンピラ。イレズミといっても背中に「イレズミ者」と文字が書いてあるだけである。目立った活躍がないまま途中で姿を消す。
背中の文字の近くには桜の花びらが描かれており、毎回1枚ずつ描き加えていく予定だったが、画面では文字の印象が強すぎて目立たなかったという。
イレズミ者（2代目） - 前田哲朗
初登場となる第19話の本編中で披露式が行われた（その際は「イレズミ者パート2」と呼ばれていた）。工藤を「先生」と慕う。イレズミといってもイレズミ柄のシャツを着ているだけである。第26話では、出番の少ない工藤に代わるかのように出ずっぱりの活躍を見せるが、イイヅカ同様、事件に巻き込まれ最終回で殺害される。
サブロー - 庄司三郎
主に風俗関係の事件で工藤に情報をタレ込むポン引き。関西弁で喋る。
京子 - 橘雪子
事務所近くの風俗店に勤めるトルコ嬢。しかし、ストーリーによって異なる名で呼ばれている。
山崎 - 榎木兵衛
「あたしゃ、な〜んも知らないの」と言いながら工藤に情報を提供する宝石の故買屋。表向きは「山崎商事」という金融会社を経営する。酒好きで、登場時は大体酔っ払っている。また、第24話では「エノやん」とも呼ばれる。
花山 チーコ - 花井優子
工藤の知り合いのオカマ。バーに勤めている。

## スタッフ
- 企画 - 加藤教夫（日本テレビ）、黒澤満（東映芸能ビデオ）
- プロデューサー - 山口剛（日本テレビ）、伊藤亮爾、紫垣達郎（東映芸能ビデオ）
- 原案 - 小鷹信光（徳間書店刊）
- 撮影 - 仙元誠三、山崎敏郎、杉村博章、片岡二郎、山崎善弘、高村倉太郎
- 照明 - 井上幸男、渡辺三雄、加藤松作、直井勝正
- 録音 - 磯崎倉之助、増尾鼎、野口素寛
- 美術 - 佐谷晃能
- 編集 - 鍋島惇
- 助監督 - 小池要之助、崔洋一、飛河三義、成田裕介、原隆仁、中島芳人、高坂勉
- 音楽 - SHŌGUN（CBSソニー）
- 音楽監督 - 鈴木清司
- 整音 - 建部日出夫
- 効果 - 熊川哲（東洋音響）
- 色彩計測 - 田村輝行、六川則夫、佐々木原保志、野村和正、杉本一海、大沢信吾
- 記録：伊藤溶子、高橋たつ子、今村治子、小澤洋子
- 制作担当 - 青木勝彦、小宮慎司、塙長之進、川崎隆
- 衣装 - 第一衣裳
- 美粧 - 入江美粧
- 録音 - にっかつスタジオセンター
- 現像 - 東映化学
- 演技事務 - 笹岡幸三郎
- 企画協力 - 佐藤祀夫（六月劇場）
- 協力 - MAZDA、ジャパンベスパ
- 技斗 - 高倉英二、松尾悟
- アクション - グループ十二騎会
- カースタント - 三石千尋とマイクスタントマンチーム、スリーチェイス
- 衣装協力 - エフワン、キャラバン
- 制作 - 東映芸能ビデオ

## 主題歌
- オープニングテーマ：「Bad City」
  - 作詞・作曲：Casey Rankin 編曲：大谷和夫 歌：SHŌGUN
- エンディングテーマ：「Lonely Man」
  - 作詞：Casey Rankin 作曲：大谷和夫、芳野藤丸 編曲：大谷和夫 歌：SHŌGUN

2曲ともシングル用、アルバム用、タイトルバック用、予告編用の4種類の音源が作られた。「Lonely Man」は、録音時には「Once Again」という仮題が付けられていた。なお、シングルでは「Lonely Man」がA面扱いになっている。
第8話では「Lonely Man」のアルバム用音源が挿入歌として使われた。
1997年には、SHŌGUNの再結成第1弾シングルとしてリメイクされた。こちらは「Bad City」が1曲目になっている。

## 挿入歌
SHŌGUNのアルバム『ROTATION』の楽曲が、中盤から挿入歌として使用されている。第6話「失踪者の影」では冒頭部分から中島みゆきの「アザミ嬢のララバイ」がかかり、ストーリー展開とこの回のラストシーンを彷彿とさせる。この話の途中で「踊り明かそう」（中島みゆき）が挿入され、ラストシーンでは「うぬぼれワルツ」（木の実ナナ）が入る。第15話「脅迫者」では「ジングルベル」（インスト）に代表されるクリスマスソング、第19話「影を捨てた男」では「遠くで汽笛を聞きながら」（堀内孝雄）等が効果的に使用されている。そして、最終話のラストシーンには、ダウン・タウン・ブギウギ・バンドの「身も心も」が使用された。その他の回でもオリジナル曲、引用される曲は多い。
その他の有名な曲としては五木ひろしの「よこはま・たそがれ」等がある。

## 劇伴（BGM）
- 探偵物語ミュージックファイル（1992年9月21日、VAP VPCD-80472）
- 探偵物語ミュージックファイルVol.2（1993年11月1日、VAP VPCD-81087）

劇中の劇伴（BGM）の大半は大谷和夫が作曲。この劇伴の半数はのちに、大谷が劇伴を担当した『プロハンター』（クレジット無し）や『キャッツ・アイ』に流用された。

## 放送リスト
| 回 | 放送日         | サブタイトル             | 脚本            | 監督       | ゲスト |
| -- | -------------- | ------------------------ | --------------- | ---------- | --- |
| 1  | 1979年 9月18日 | 聖女が街にやって来た     | 丸山昇一        | 村川透     | 緑魔子、熊谷美由紀、山谷初男、佐藤蛾次郎、団巌、三原玲奈、千うらら、高橋るみ、中平良夫、日和田春生、牛山茂、山田昌人、小寺大介、谷山三朗、川津亮太、大竹義夫、岡田勝、星野晃、花村優子                                                       |
| 2  | 9月25日        | サーフ・シティ・ブルース | 那須真知子      | 村川透     | 中島ゆたか、河原崎次郎、栗田洋子、藤木敬士、加藤大樹、関川慎二、深見博、橘雪子、小林アトム、田中修、三原玲奈、平田弘美、真辺了子、太田理奈、和久井節緒、森愛、林ゆかり                                                                       |
| 3  | 10月2日        | 危険を買う男             | 佐治乾          | 西村潔     | 倍賞美津子、藤木悠、長門勇、成瀬正、桑山正一、兼松隆、飛鳥めぐ、袖木隆太、森みどり、二家本辰巳、荻原紀、小見山玉樹、志水良雄、伊藤昌一、渡辺義之、今井久、真辺了子、平田弘美、三原玲奈、花井優子                                             |
| 4  | 10月9日        | 暴力組織                 | 佐治乾          | 西村潔     | 風間杜夫、山口美也子、江角英明、椎谷建治、清水健史、友金敏雄、桑原一人、松坂隆子、水木京一、谷口永伍、清水久美子、小川起世子、真辺了子、平田弘美、大友柳太朗                                                                                 |
| 5  | 10月16日       | 夜汽車で来たあいつ       | 丸山昇一        | 澤田幸弘   | 水谷豊、原田美枝子、古尾谷雅人、村松英子、片岡五郎、沢田情児、結城マミ、高山千草、吉原正皓、三原玲奈、真辺了子、平田弘美、大川義幸、滝沢双、新井一夫、松沢司郎、古川隆、橘雪子                                                               |
| 6  | 10月23日       | 失踪者の影               | 柏原寛司 佐治乾 | 西村潔     | 亜湖、永島暎子、林ゆたか、今井健二、片桐竜次、殿山泰司、絵沢萠子、影山英俊、佐藤好江、北川レミ、溝口拳、深作覚、小野田覚悟 |
| 7  | 10月30日       | 裏街の女                 | 佐治乾          | 澤田幸弘   | 倍賞美津子、赤座美代子、舛田紀子、梅津栄、草薙幸二郎、たこ八郎、丹古母鬼馬二、広田正光、加藤茂雄、賀川修嗣、酒井郷博、矢野泰子、沢木美伊子                                                                                                   |
| 8  | 11月6日        | 暴走儀式                 | 中島紘一        | 長谷部安春 | 片桐竜次、八城夏子、加藤大樹、近藤宏、影山英俊、香山浩介、高品正広、浜口竜哉、北野清治、河野存臣、大川英二、吉田丈弘 |
| 9  | 11月13日       | 惑星から来た少年         | 宮田雪          | 澤田幸弘   | 樹木希林、岸部一徳、トビー門口、山本由香利、森川誠、三谷昇、石山雄大、角友司郎、水本ちあき、三原玲奈、真辺了子、平田弘美、酒井郷博、森下明、城野勝己、清水忠一                                                                               |
| 10 | 11月20日       | 夜の仮面                 | 白坂依志夫      | 長谷部安春 | 田口久美、睦五郎、久富惟晴、北原義郎、内藤陳、横山あきお、森大河、佐藤了一、山本武、島桂子、辻村忍、章文栄、ルーシー加山、トミー青山、花井優子                                                                                               |
| 11 | 11月27日       | 鎖の街                   | 丸山昇一        | 西村潔     | 岩城滉一、三浦リカ、飛鳥裕子、池乃ひろみ、内田稔、尾木まゆみ、大沢萬之介、檀喧太、森みどり、玉井謙介、宮城健太狼、高瀬将嗣、中平哲仟、伊豆見英輔、米津高明、ロッキー羽田                                                                     |
| 12 | 12月4日        | 誘拐                     | 和久田正明      | 加藤彰     | ホーン・ユキ、藤村有弘、関川慎二、岡本麗、ユセフ・トルコ、青山恭子、池田まさる、河合絃司、五條博、井尾地隆吉、赤木理恵、高山千草、渡辺義之、酒井郷博、エミリー岡田、ウィリー・トーシー、雪江由記、荻田晴美、荒川美智恵、田中美枝、石田久美子 |
| 13 | 12月11日       | 或る夜の出来事           | 丸山昇一        | 加藤彰     | 倍賞美津子、岸田森、工藤明子、野平ゆき、団巌、八代康二、木島一郎、大平忠行、作間功 |
| 14 | 12月18日       | 復讐のメロディー         | 那須真知子      | 村川透     | 倍賞美津子、范文雀、長谷川明男、村松克己、前野曜子、浜口竜哉、岩浪とも子、水木京一、橘田良江、江角英明 |
| 15 | 12月25日       | 脅迫者                   | 柏原寛司        | 村川透     | 内田良平、明日香和泉、山本麟一、友金敏雄、畑中猛重、宇南山宏、大辻慎吾、幸英二、鈴木秀雄、山本武、有馬明良、中瀬博文、汐路章、草薙幸二郎、椎谷建治                                                                                           |
| 16 | 1980年 1月8日  | 裏切りの遊戯             | 内田栄一        | 村川透     | ジョー山中、根岸とし江、柄本明、小鹿番、長谷川弘、吉原正皓、高橋明、溝口拳、横山あきお、今村薫、鈴木朗夫、永谷悟一、今井久、星純夫、北川レミ                                                                                                 |
| 17 | 1月15日        | 黒猫に罠を張れ           | 宮田雪          | 小澤啓一   | 高品格、宮下順子、葉山良二、久遠利三、桑山正一、梅津栄、賀川修嗣、広瀬昌助、武央和也、恵千比呂、広田正光、滝川潤 |
| 18 | 1月22日        | 犯罪大通り               | 井戸晶雄        | 小澤啓一   | ハナ肇、石橋蓮司、熊谷美由紀、谷本一、池田まさる、島村謙人、森愛、篠田薫、石崎晴子、小海とよ子 |
| 19 | 1月29日        | 影を捨てた男             | 柏原寛司        | 小池要之助 | 鹿内孝、中島ゆたか、戸浦六宏、鹿沼えり、山本昌平、片桐竜次、佐藤蛾次郎、柄本明、佐藤晟也、檀喧太、橘雪子、広京子、川村京子、三原玲奈、平田弘美、真辺了子                                                                                     |
| 20 | 2月5日         | 逃亡者                   | 桂千穂          | 村川透     | 清水健太郎、永島暎子、汐路章、江角英明、磯村健治、近藤宏、山谷初男、舛田紀子、大前均、森みどり、伊豆見英輔、高山彰、平野真理、吉宮慎一、川村京子                                                                                             |
| 21 | 2月12日        | 欲望の迷路               | 内田栄一        | 村川透     | 風吹ジュン、岩城滉一、草薙幸二郎、三谷昇、浅香光代、玉村駿太郎、姿鐵太郎、広田正光 |
| 22 | 2月19日        | ブルー殺人事件           | 田中陽造        | 澤田幸弘   | 寺田農、片桐夕子、志賀勝、沢田情児、鶴岡修、結城マミ、かわいのどか、恵千比絽、伊尾地隆吉、和泉喜和子、北野清治、広田正光、金子勝美、新井英騎、芳村昭一郎、花田圭祐                                                                           |
| 23 | 3月4日         | 夕陽に赤い血を！         | 那須真知子      | 澤田幸弘   | 結城しのぶ、田村亮、渡辺とく子、磯村健治、河合絃司、粟津號、幸英二、、玉井謙介、谷本小夜子、伊藤慶子、水木恵子、山本緑 |
| 24 | 3月11日        | ダイヤモンド・パニック   | 宮田雪 大和屋竺 | 小澤啓一   | 加山麗子、多々良純、今井健二、天本英世、団巌、林ゆたか、草薙良一、丹古母鬼馬二、生島斎、広京子、恵千比絽、船場牡丹 |
| 25 | 3月18日        | ポリス番外地             | 佐治乾          | 小澤啓一   | 中尾彬、田島令子、池玲子、高城淳一、井上博一、片岡五郎、静ひろみ、鈴木誠一、木島一郎、溝口拳、広田正光、伊藤奈穂美、荒井英騎 |
| 26 | 3月25日        | 野良犬の勲章             | 柏原寛司        | 飛河三義   | 峰竜太、水原ゆう紀、浜田晃、沖田駿一、丘なおみ、玉井謙介、溝口拳、水木恵子、角友司郎、河野存臣、渡辺義之 |
| 27 | 4月1日         | ダウンタウン・ブルース   | 宮田雪          | 小池要之助 | 古尾谷雅人、岡本ひろみ、内田稔、藤山浩二、加藤大樹、原田力、友金敏雄、草薙幸二郎、広田正光、柄本明、橘雪子、八代康二、水木京一、賀川修嗣、森あい、橘田良江、山口頌嗣、北川レミ、高橋るみ、中島ゆたか、南原宏治                               |

## 劇場版
蘇る優作 -「探偵物語」特別編
1998年2月公開。竹中直人のナレーションによるメモリアル映像と、劇場用にブローアップした第1話・第5話を再編集。

### スタッフ
- 企画：黒澤満
- プロデューサー：近藤正岳（東映）、奥田誠治（日本テレビ）、長崎佳子（日本テレビ）
- ナレーター：竹中直人
- 構成：山口猛
- 撮影：仙元誠三
- 照明：渡辺三雄
- 編集：阿部嘉之
- 整音：柿沼紀彦
- 選曲：薄井洋司
- リレコ：上田武志
- 音響効果：原田サウンド
- 現像：東映化学
- 協力：東映東京撮影所、東京現像所、角川書店、セゾングループ、東宝
- Special Thanks：松田美由紀
- 配給：東映
- 提供：東映、日本テレビ放送網
- 製作：セントラル・アーツ

## 映像ソフト化
- 全話収録のVHS全14巻が東映ビデオから発売されていたが、現在は廃盤。各巻2話収録（第1巻は1話収録）で、予告編は第1巻にまとめて収録されていた。
- 全話収録のDVD-BOXが2001年12月7日発売。
- 全話収録のDVD全4巻が2005年11月から2006年2月にかけて発売。各巻2枚組・8話収録（最終巻のみ1枚・3話収録）。
- 特別編のDVDが2009年11月21日発売。
- 2015年5月26日創刊の「松田優作DVDマガジン」（講談社）の、創刊号から第13号にかけてテレビシリーズ全話を、第40号に特別編を収録。テレビシリーズは各巻2話収録（第2巻のみ3話収録）[4]。

## ネット配信
2022年12月1日よりAmazon Prime Videoチャンネル「東映オンデマンド」で全話の配信を開始。それにともない同日よりYouTubeの「東映シアターオンライン」で第1・2話が常時無料配信されている。また2023年8月10日から、同チャンネルの登録者数30万人突破を記念して、同年9月30日まで第3・4話が期間限定で無料配信されている。

## エピソード
- 主人公・工藤俊作など登場人物の名付け親は人物設定を手掛けた柏原寛司で、工藤の姓は高校時代の教諭から拝借したという。この他、刑事の服部と松本は中学時代の友人、犯人の名前は幼馴染みが由来とのこと[6]。
- 工藤の移動手段である愛車ベスパは、松田の友人である岩城滉一（第11話、第21話出演）の助言によるもの。松田はハーレーダビッドソンを使いたいと提案したが、岩城はハーレーだと停めたり走り出したりする動作の時間がかかり過ぎて画的に面白くないのではないか、（画的に）ちょっと面白いほうがウケるのではないかと答えたことで、ベスパになった[注釈 13][7]。そのベスパは後に松田の私物になり、松田の没後も長年、自宅の地下室に安置されていた。2023年11月に妻の松田美由紀がインスタグラムでそれを公開するのと共に、本作の監督を務めた村川透の生家に開設された山形県村山市の私設多目的ホール「アクトザールM.」の展示室に移したことを報告した[8]。
- 日本テレビの「番組対抗かくし芸大会(1980年1月2日)」に探偵物語チームとして主要メンバーが参加した。番組の主旨に沿ったかくし芸の披露ではなく、主要メンバーが新年会を開いている様子を番組の裏話等も交えてVTRで放送した。
- 番組の車輌はマツダが提供しており、パトカーや犯人が乗る車まで当時のマツダ車各種が使用されている。
- 日本テレビの山口剛プロデューサーによると、これまで大都会シリーズなど火曜９時の枠はチームでやるものが多かったが、ワンマンでできるものを考えており、探偵ものならそれが可能であると企画を進めた。松田からはコミカルとハードボイルドを織り交ぜたキャラクターをやりたいと要望があった。松田は共演者には出てもらっている立場だからと丁寧に接していたという。撮影が終わって楽しく飲みに行っても松田がずっと撮影の話をするので毎度疲れてしまっていた。松田はコレ（探偵物語）をやってる間は24時間この事ばかり考えていた。アドリブについては彼を信用して任せていたのでスタッフも一緒に楽しんでいた[9]。
- 1997年、関西ローカル番組「ホンマかいな!」（関西テレビ）に松田美由紀がゲスト出演した際、「今だに工藤俊作の格好をした人が家の前でじっと立ってる。凄く怖い。」と探偵物語のファンが家を訪れて来る事があると語っていた。

## 小説版
基本的な設定はドラマ版と共通しているが、工藤の事務所の所在地が下北沢になっていたり、松本に相当する刑事の名前が「松木」になっている等、細部が異なっている。内容もまったく異なり、小鷹信光が得意とするハードボイルド色を強く打ち出したものになっている。さらに第2作ではドラマ版と共通する要素にはほとんど触れられなくなり、独自の路線を築いていった。しかし、第3作の展開を巡って小鷹と出版社の意見が分かれ、そのまま中断されてしまった。
1995年、全日空の機内誌に掲載された短編小説で工藤が復活。その後、工藤を主人公にした短編が断続的に発表されていった。それと平行して1998年10月に第1作が、1999年2月に第2作が、加筆修正を施された上で文庫化された。これは新作の刊行を条件としたもので、その後短編の内容を大幅に膨らませた形で『新・探偵物語』2作が発表された。

### 探偵物語
1979年9月、徳間書店より発売。
あらすじ
工藤の元に、家出娘の捜索の仕事が舞い込んでくる。期限は4日間、成功しても失敗しても報酬は支払われる。そんなうまい話に乗せられて引き受けることにした工藤。しかし、事態は単なる家出から誘拐事件へと発展してゆく。

### 探偵物語II 赤き馬の使者
1980年2月、徳間書店より発売。
あらすじ
なぜか北海道鹿討町での仕事を依頼された工藤。仕事は順調に終わったが、その帰り道、工藤は宿泊先のホテルで何者かに襲われ、重傷を負う。犯人が言い残した「二度と鹿討に来るな」とはどういう意味なのか。工藤が鹿討にいることが、誰かにとって目障りだったのか? そもそも、自分が鹿討に来ることになった理由である仕事自体、どこか胡散臭いものだった。
すべての謎を解き明かすため、工藤は再び鹿討へと向かう。しかし、そこで待っていたのは、彼自身も知らなかった過去に関わる事件だった。

### 新・探偵物語
2000年、幻冬舎より発売

### 新・探偵物語II 国境のコヨーテ
2001年10月、幻冬舎より発売

## 関連作品
CD-ROM
- 探偵物語（東映ビデオ、WINDOWS版・Mac版）
- 松田優作Tribute 〜as Shunsaku Kudo（東映ビデオ/オーツー、1999年、ハイブリッドCD-ROM）

## パロディ・オマージュ
- TBSのバラエティ番組、『加トちゃんケンちゃんごきげんテレビ』のワンコーナーで『THE DETECTIVE STORY』（『探偵物語』）が放送された。
- フジテレビのバラエティ番組、『とんねるずのみなさんのおかげです』のワンコーナーとして本作のパロディコント『探偵物語'93』が放送され、石橋貴明が工藤役を演じた。
- 1994年の古尾谷雅人主演ドラマ『噂の探偵QAZ』（日本テレビ）は、『探偵物語』にも出演した古尾谷が、兄貴と慕う優作と探偵物語へのオマージュ的色合いが濃い。この作品では山西道広が「松本"警部"」となって登場する。
- 関西テレビ・フジテレビのバラエティ番組、『SMAP×SMAP』のワンコーナーとして『探偵物語ZERO』（工藤役：木村拓哉）が放送された。オープニングの「Bad city」こそスタッフが結成したバンド「THE ESPER」によるカバーだったものの、それ以外の音楽は（「Lonely man」も含めて）SHŌGUNによる原典の音楽を流用、さらに同番組のコントとしては珍しいロケを敢行するなど、細部にも凝っていた[注釈 15]。
- 1996年から1997年にかけてリリースされた東映Vシネマ『BE-BOP-HIGHSCHOOL』シリーズでは、清水宏が主人公たちの下宿の大家として出演。骨董店「多奈加」の店主であり、毎回様々な映画の蘊蓄を垂れるという『探偵物語』のイイヅカと同様の役柄を演じた。
- セガ（後のセガ・インタラクティブ）のアーケードゲーム・『ゾンビリベンジ』には、デザインが明らかに工藤俊作をモチーフにしている「毒島力也」というキャラが登場する。
- Matthew's Best Hit TVでゲストに藤本美貴を迎え 「やったね!探偵物語」を放送。　松田優作ファンの高橋克実が工藤俊作に扮して登場。
- サザンオールスターズが2004年末に行ったライブ『暮れのサナカ』の中で、「横浜探偵物語」と題したコーナーを設け、VTRでのパロディードラマに合わせ横浜に因んだ曲が生演奏された。ドラマ内では桑田佳祐が工藤を演じた。
- 2006年4月 - 6月期にTBS系で放送されたドラマ『弁護士のくず』も、本作のオマージュ的な色合いが非常に強く出た作品である。主人公の九頭元人（豊川悦司）が白いスーツにソフト帽で登場し、あからさまにわかるアドリブや、カメラ目線や台詞などが多数使われていた。また、九頭が所属する弁護士事務所と同じビルの4階に「工藤興信所」が入居していた。
- 『名探偵コナン』の登場キャラクター、工藤新一の名前は工藤俊作から(父親の名前は「優作」)、服部平次の名前は服部刑事から引用されている。また、演者である松田優作本人をモデルにした刑事、松田陣平も登場する。
- 尾田栄一郎の漫画『ONE PIECE』に登場する元海軍本部大将「青雉」ことクザンは、風貌や服装、言動など工藤俊作をモデルとして造形されたキャラクターである[10]。誕生日も演者である松田優作と同じ9月21日。
- フジテレビ系で放送された単発ドラマ『大家族デカ』シリーズでは、長男役の俳優が松田優作に憧れ、工藤のコスプレをしていた。
- 『探偵物語』本放映から30年後、同じ東映制作で製作されたテレビ朝日系の特撮TV番組『仮面ライダーW』、およびその続編の漫画『風都探偵』の主人公の一人左翔太郎は、ハードボイルドを目指す探偵と設定されており、彼のファッションや嗜好、また「肩こり持ちのベテラン刑事と探偵に反発する若手刑事」のコンビが登場するなど、世界観には『探偵物語』が強く意識されている。特にベテラン刑事・刃野幹夫については、TVで演じたなだぎ武が監督から「『探偵物語』の成田三樹夫のイメージで」と指示されたと証言している[11]他、役名自体も成田と同じ「みきお」である。なお、TVで主人公が事務所で使うデスクは、『探偵物語』で工藤の事務所に置かれていた机を流用していた[11][12]。
- 同じくテレビ朝日の匿名探偵も主演の高橋克典がハードボイルドの探偵であり万年金欠も人に好かれる、コーヒーにうるさい、買い物袋として当時の主流だったクラフト紙袋が使用される等の共通する点がある。